# Petrakiivka, Horol
Petrakiivka (în ucraineană Петракіївка) este localitatea de reședință a comunei Petrakiivka din raionul Horol, regiunea Poltava, Ucraina.

## Demografie
Componența lingvistică a localității Petrakiivka
     Ucraineană (98,8%)
     Alte limbi (0,96%)
Conform recensământului din 2001, majoritatea populației localității Petrakiivka era vorbitoare de ucraineană (98,8%), existând în minoritate și vorbitori de alte limbi.